# Miquelia assamica
Miquelia assamica är en tvåhjärtbladig växtart som först beskrevs av William Griffiths, och fick sitt nu gällande namn av David Geoffrey Long. Miquelia assamica ingår i släktet Miquelia och familjen Icacinaceae. Inga underarter finns listade i Catalogue of Life.